# 잔잔주 (코트디부아르)

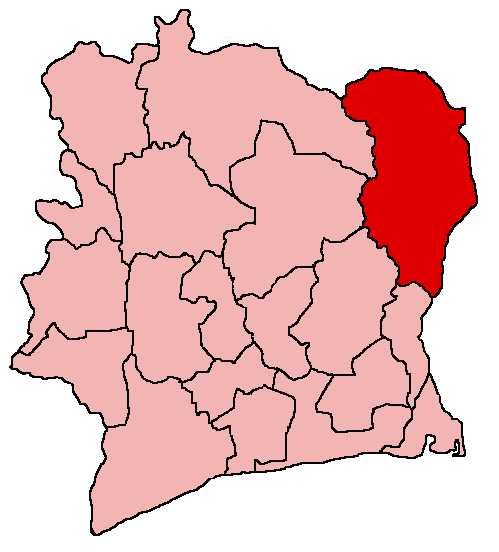
잔잔주

잔잔주(프랑스어: Zanzan)는 코트디부아르에 존재했던 행정 구역이다. 주도는 봉두쿠(Bondoukou)이며 면적은 38,000km2, 인구는 839,000명(2002년 기준)이었다. 3개의 하위 행정 구역(봉두쿠, 부나, 탕다)을 관할했다.